# Eldor Shomurodov
Eldor Shomurodov (Termez, 29 giugno 1995) è un calciatore uzbeko, attaccante dell'İstanbul Başakşehir, in prestito dalla Roma, e della nazionale uzbeka, di cui è capitano e primatista di reti.
Considerato uno dei migliori giocatori uzbeki di tutti i tempi, giocatore forte e molto dedito al sacrificio, infatti viene molto apprezzato.  nonché tra i maggiori talenti del calcio asiatico, nel 2021-2022 ha vinto la UEFA Conference League con la Roma.

## Biografia
Il padre Azamat e lo zio Ilkhom sono stati calciatori, mentre il fratello si è dedicato agli studi di lingua e letteratura russa. Lo stesso Eldor Shomurodov ama la lettura, la letteratura e la storia.

## Caratteristiche tecniche
Di piede destro, Shomurodov è una prima punta abile sia a segnare che a fornire assist e che può svariare su tutto il fronte offensivo. Capace di forti accelerazioni e progressioni in corsa sa anche essere abile come punta di raccordo. Forte fisicamente, può attaccare gli spazi e la profondità, ha buon dinamismo ed è abile nel gioco aereo. Lavora molto per la squadra venendo incontro sulla trequarti per associarsi con centrocampisti e trequartisti. Sa fare cambi di gioco ed è abile nell'effettuare passaggi filtranti premiando i tagli alle spalle delle difese avversarie. Si distingue anche per la potenza con cui tira di collo piede e nei tiri al volo. Dotato di buona tecnica, è abile a difendere la palla e in progressione, e sa essere pericoloso a campo aperto.
Viene soprannominato il Messi uzbeko, nonostante i 20 centimetri di differenza.

## Carriera

### Club

#### Inizi e Rostov

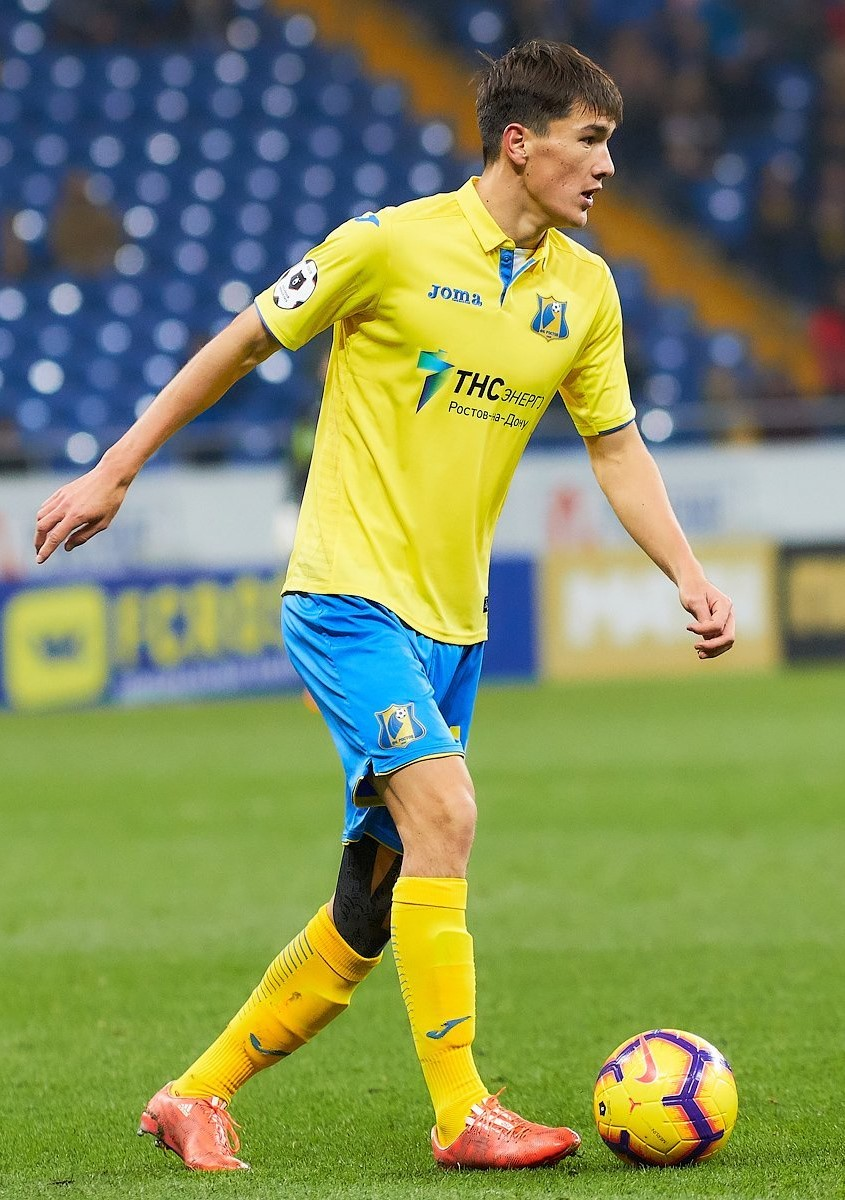
Eldor Shomurodov al Rostov nel 2018

Cresciuto nelle giovanili del Mash'al, esordisce in prima squadra il 12 aprile 2014, debuttando nella massima serie uzbeka in casa dell'AGMK Olmaliq. Colleziona 9 presenze con la squadra durante la stagione.
Nel 2015 si trasferisce al Bunyodkor, con cui segna 26 gol in 97 presenze totali, divise in tre stagioni.
Il 15 luglio 2017 viene ingaggiato dai russi del Rostov, dove in poco più di tre stagioni colleziona complessivamente 91 presenze e 18 reti (di cui 11 nel 2019-2020).

#### Genoa
Il 1º ottobre 2020 viene acquistato dal Genoa, con cui firma un contratto fino al giugno 2024. Diventa così il secondo uzbeko a giocare in Serie A dopo Ilyos Zeytullayev, anch'egli ex Genoa. Esordisce in massima serie il 19 ottobre seguente, nel pareggio per 0-0 sul campo del Verona. Il 30 novembre segna il suo primo gol italiano e diventa il primo giocatore uzbeko a marcare un gol in Serie A, nella partita persa 1-2 in casa contro il Parma. Il 15 maggio 2021 trova la sua prima doppietta italiana, nella sconfitta interna per 3-4 contro l'Atalanta. Conclude la sua prima stagione italiana con 8 reti - di cui 5 segnate nelle ultime 6 partite di campionato - in 32 presenze complessive.

#### Roma
Il 2 agosto 2021 si accasa a titolo definitivo alla Roma, per un corrispettivo fisso di 17,5 milioni di euro più bonus, diventando il primo calciatore uzbeko della storia romanista. Debutta coi capitolini nella gara d'andata dei playoff di Conference League contro il Trabzonspor, il 19 agosto, bagnando l'esordio con la rete del definitivo successo degli italiani (1-2). Disputa il primo match di Serie A in giallorosso tre giorni più tardi, entrando nella ripresa della gara interna contro la Fiorentina (3-1) e contribuendo alla vittoria con un assist. Realizza la sua prima marcatura in campionato con la Roma il 7 novembre 2021, nella sconfitta contro il Venezia (3-2). Debutta con i giallorossi in Coppa Italia il 20 gennaio 2022, contribuendo alla vittoria sul Lecce (3-1) con il suo primo gol in assoluto nella detta competizione.
Tuttavia alla Roma il suo rendimento si rivela sotto le aspettative, ragione per cui nel 2022-2023 il suo spazio diminuisce.

#### Prestiti a Spezia e Cagliari
Il 30 gennaio 2023, dopo un anno e mezzo in cui ha trovato poco spazio coi giallorossi, viene ceduto in prestito oneroso allo Spezia. Esordisce con i liguri 6 giorni dopo nella partita casalinga contro il Napoli, persa per 0-3. Segna la sua prima e unica rete con i liguri il 2 aprile seguente nel pareggio 1-1 contro la Salernitana. Quella contro i campani è stata la sua unica rete per gli spezzini, che a fine anno sono retrocessi dopo avere perso lo spareggio contro il Verona (3-1).
Il 27 luglio 2023 viene ceduto in prestito al Cagliari. Debutta con i sardi il 21 agosto seguente, nel pareggio a reti bianche contro il Torino. Il 9 marzo 2024 mette a segno una doppietta nel 4-2 casalingo rifilato alla Salernitana, alla 28ª giornata di campionato. Il 9 giugno 2024 viene comunicato che il giocatore non sarebbe stato riscattato e che a fine mese sarebbe rientrato alla Roma. Termina la propria esperienza sarda con un totale di 24 presenze e 3 reti.

#### Ritorno alla Roma
Nella stagione 2024-25, complice l'assenza di alternative, viene reintegrato  nella rosa giallorossa. Il 25 agosto va a segno nella sconfitta casalinga contro l’Empoli per 1-2.  Con l’arrivo in panchina di Claudio Ranieri, dal mese di novembre Shomurodov inizia a trovare più spazio, fornendo prestazioni convincenti. Risulta decisivo sia in Europa League, andando in rete contro Eintracht Francoforte e nell'andata degli ottavi contro l’Athletic Bilbao, che in campionato dove sigla quattro gol e un assist.

#### Istanbul Basaksehir
Il 10 luglio 2025, Shomurodov passa all'İstanbul Başakşehir, nella Süper Lig turca, in prestito con diritto di riscatto.

### Nazionale

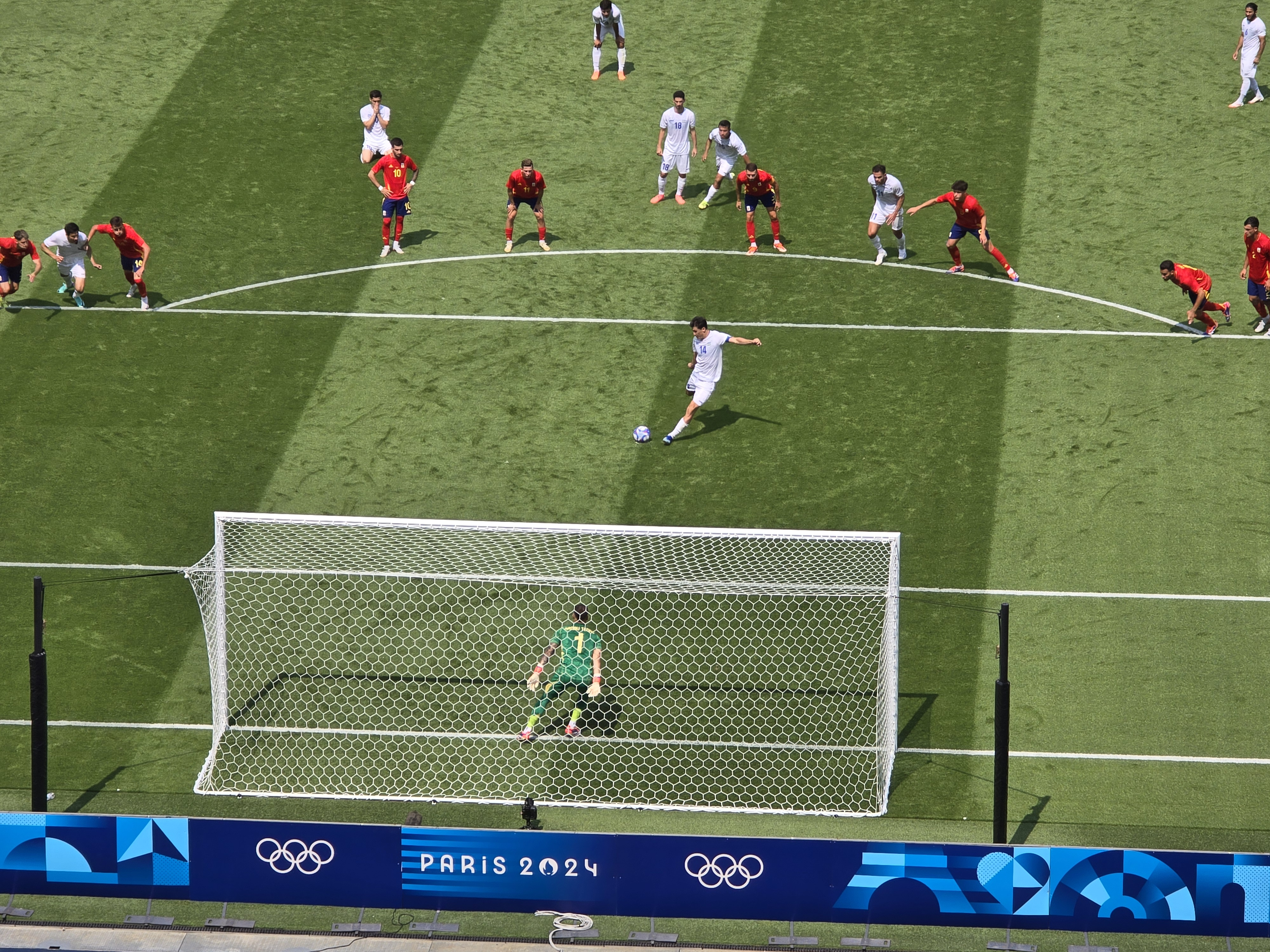
Shomurodov, capitano della nazionale uzbeka, durante la battuta di un rigore contro la nazionale spagnola alle Olimpiadi di Parigi 2024

Con la nazionale uzbeka Under-20 ha disputato il campionato mondiale di categoria del 2015.
Ha esordito nella nazionale uzbeka il 3 settembre 2015, giocando i primi 53 minuti della partita interna vinta per 1-0 contro lo Yemen, valida per le qualificazioni al campionato mondiale del 2018. È divenuto da subito uno dei giocatori chiave della squadra.
Convocato per la Coppa d'Asia 2019, ha segnato 4 reti nel torneo (secondo miglior marcatore, alle spalle del qatariota Almoez Ali), concluso dalla sua squadra agli ottavi di finale contro l'Australia ai tiri di rigore.
Con la nazionale olimpica uzbeka ha partecipato all'Olimpiade di Parigi 2024.

## Statistiche

### Presenze e reti nei club
Statistiche aggiornate al 25 maggio 2025.
| Stagione         | Squadra             | Campionato       | Campionato | Campionato | Coppe nazionali | Coppe nazionali | Coppe nazionali | Coppe continentali | Coppe continentali | Coppe continentali | Altre coppe | Altre coppe | Altre coppe | Totale | Totale |
| Stagione         | Squadra             | Comp             | Pres       | Reti       | Comp            | Pres            | Reti            | Comp               | Pres               | Reti               | Comp        | Pres        | Reti        | Pres   | Reti   |
| ---------------- | ------------------- | ---------------- | ---------- | ---------- | --------------- | --------------- | --------------- | ------------------ | ------------------ | ------------------ | ----------- | ----------- | ----------- | ------ | ------ |
| 2014             | Mash'al             | OL               | 9          | 0          | CU              | 0               | 0               | -                  | -                  | -                  | -           | -           | -           | 9      | 0      |
| 2015             | Bunyodkor           | OL               | 25         | 7          | CU+CdL          | 5+1             | 1+2             | ACL                | 4                  | 0                  | -           | -           | -           | 35     | 10     |
| 2016             | Bunyodkor           | OL               | 27         | 10         | CU              | 5               | 0               | ACL                | 7                  | 2                  | -           | -           | -           | 39     | 12     |
| 2017             | Bunyodkor           | OL               | 14         | 1          | CU              | 3               | 0               | ACL                | 6                  | 1                  | -           | -           | -           | 23     | 2      |
| Totale Bunyodkor | Totale Bunyodkor    | Totale Bunyodkor | 66         | 18         |                 | 14              | 3               |                    | 17                 | 3                  |             | -           | -           | 97     | 24     |
| 2017-2018        | Rostov              | PL               | 18         | 2          | KR              | 2               | 0               | -                  | -                  | -                  | -           | -           | -           | 20     | 2      |
| 2018-2019        | Rostov              | PL               | 26         | 3          | KR              | 6               | 1               | -                  | -                  | -                  | -           | -           | -           | 32     | 4      |
| 2019-2020        | Rostov              | PL               | 28         | 11         | KR              | 2               | 0               | -                  | -                  | -                  | -           | -           | -           | 30     | 11     |
| ago-sett. 2020   | Rostov              | PL               | 8          | 0          | KR              | 0               | 0               | UEL                | 1                  | 1                  | -           | -           | -           | 9      | 1      |
| Totale Rostov    | Totale Rostov       | Totale Rostov    | 80         | 16         |                 | 10              | 1               |                    | 1                  | 1                  |             | -           | -           | 91     | 18     |
| 2020-2021        | Genoa               | A                | 31         | 8          | CI              | 1               | 0               | -                  | -                  | -                  | -           | -           | -           | 32     | 8      |
| 2021-2022        | Roma                | A                | 28         | 3          | CI              | 1               | 1               | UECL               | 11                 | 1                  | -           | -           | -           | 40     | 5      |
| 2022-gen. 2023   | Roma                | A                | 6          | 0          | CI              | 0               | 0               | UEL                | 2                  | 1                  | -           | -           | -           | 8      | 1      |
| gen.-giu. 2023   | Spezia              | A                | 15+1       | 1          | CI              | -               | -               | -                  | -                  | -                  | -           | -           | -           | 16     | 1      |
| 2023-2024        | Cagliari            | A                | 22         | 3          | CI              | 2               | 0               | -                  | -                  | -                  | -           | -           | -           | 24     | 3      |
| 2024-2025        | Roma                | A                | 27         | 4          | CI              | 2               | 1               | UEL                | 8                  | 2                  | -           | -           | -           | 37     | 7      |
| Totale Roma      | Totale Roma         | Totale Roma      | 61         | 7          |                 | 3               | 2               |                    | 21                 | 4                  |             | -           | -           | 85     | 13     |
| 2025-2026        | İstanbul Başakşehir | SL               | 0          | 0          | TK              | 0               | 0               | UECL               | 0                  | 0                  | -           | -           | -           | 0      | 0      |
| Totale carriera  | Totale carriera     | Totale carriera  | 285        | 53         |                 | 30              | 6               |                    | 39                 | 8                  |             | -           | -           | 354    | 67     |

### Cronologia presenze e reti in nazionale
| Cronologia completa delle presenze e delle reti in nazionale ― Uzbekistan | Cronologia completa delle presenze e delle reti in nazionale ― Uzbekistan | Cronologia completa delle presenze e delle reti in nazionale ― Uzbekistan | Cronologia completa delle presenze e delle reti in nazionale ― Uzbekistan | Cronologia completa delle presenze e delle reti in nazionale ― Uzbekistan | Cronologia completa delle presenze e delle reti in nazionale ― Uzbekistan | Cronologia completa delle presenze e delle reti in nazionale ― Uzbekistan | Cronologia completa delle presenze e delle reti in nazionale ― Uzbekistan |
| Data                                                                      | Città                                                                     | In casa                                                                   | Risultato                                                                 | Ospiti                                                                    | Competizione                                                              | Reti                                                                      | Note                                                                      |
| ------------------------------------------------------------------------- | ------------------------------------------------------------------------- | ------------------------------------------------------------------------- | ------------------------------------------------------------------------- | ------------------------------------------------------------------------- | ------------------------------------------------------------------------- | ------------------------------------------------------------------------- | ------------------------------------------------------------------------- |
| 3-9-2015                                                                  | Tashkent                                                                  | Uzbekistan                                                                | 1 – 0                                                                     | Yemen                                                                     | Qual. Mondiali 2018                                                       | -                                                                         | 53’                                                                       |
| 8-10-2015                                                                 | Riffa                                                                     | Bahrein                                                                   | 0 – 4                                                                     | Uzbekistan                                                                | Qual. Mondiali 2018                                                       | 1                                                                         | 87’                                                                       |
| 14-2-2016                                                                 | Tashkent                                                                  | Uzbekistan                                                                | 2 – 0                                                                     | Libano                                                                    | Amichevole                                                                | 1                                                                         |                                                                           |
| 24-3-2016                                                                 | Tashkent                                                                  | Uzbekistan                                                                | 1 – 0                                                                     | Filippine                                                                 | Qual. Mondiali 2018                                                       | -                                                                         | 52’                                                                       |
| 29-3-2016                                                                 | Tashkent                                                                  | Uzbekistan                                                                | 1 – 0                                                                     | Bahrein                                                                   | Qual. Mondiali 2018                                                       | -                                                                         | 60’                                                                       |
| 7-6-2016                                                                  | Bad Waltersdorf                                                           | Canada                                                                    | 2 – 1                                                                     | Uzbekistan                                                                | Amichevole                                                                | 1                                                                         | 84’                                                                       |
| 24-7-2016                                                                 | Tashkent                                                                  | Uzbekistan                                                                | 2 – 1                                                                     | Iraq                                                                      | Amichevole                                                                | 1                                                                         | 84’                                                                       |
| 24-8-2016                                                                 | Tashkent                                                                  | Uzbekistan                                                                | 1 – 0                                                                     | Burkina Faso                                                              | Amichevole                                                                | -                                                                         | 76’                                                                       |
| 1-9-2016                                                                  | Tashkent                                                                  | Uzbekistan                                                                | 1 – 0                                                                     | Siria                                                                     | Qual. Mondiali 2018                                                       | -                                                                         |                                                                           |
| 6-9-2016                                                                  | Doha                                                                      | Qatar                                                                     | 0 – 1                                                                     | Uzbekistan                                                                | Qual. Mondiali 2018                                                       | -                                                                         |                                                                           |
| 6-10-2016                                                                 | Tashkent                                                                  | Uzbekistan                                                                | 0 – 1                                                                     | Iran                                                                      | Qual. Mondiali 2018                                                       | -                                                                         |                                                                           |
| 11-10-2016                                                                | Tashkent                                                                  | Uzbekistan                                                                | 2 – 0                                                                     | Cina                                                                      | Qual. Mondiali 2018                                                       | -                                                                         | 90’                                                                       |
| 10-11-2016                                                                | Tashkent                                                                  | Uzbekistan                                                                | 1 – 0                                                                     | Giordania                                                                 | Amichevole                                                                | -                                                                         | 59’                                                                       |
| 15-11-2016                                                                | Seul                                                                      | Corea del Sud                                                             | 2 – 1                                                                     | Uzbekistan                                                                | Qual. Mondiali 2018                                                       | -                                                                         | 80’                                                                       |
| 23-1-2017                                                                 | Dubai                                                                     | Uzbekistan                                                                | 2 – 2                                                                     | Georgia                                                                   | Amichevole                                                                | 2                                                                         |                                                                           |
| 23-3-2017                                                                 | Krubong                                                                   | Siria                                                                     | 1 – 0                                                                     | Uzbekistan                                                                | Qual. Mondiali 2018                                                       | -                                                                         | 55’                                                                       |
| 28-3-2017                                                                 | Tashkent                                                                  | Uzbekistan                                                                | 1 – 0                                                                     | Qatar                                                                     | Qual. Mondiali 2018                                                       | -                                                                         |                                                                           |
| 6-6-2017                                                                  | Tashkent                                                                  | Uzbekistan                                                                | 2 – 0                                                                     | Thailandia                                                                | Amichevole                                                                | -                                                                         | 46’                                                                       |
| 12-6-2017                                                                 | Teheran                                                                   | Iran                                                                      | 2 – 0                                                                     | Uzbekistan                                                                | Qual. Mondiali 2018                                                       | -                                                                         |                                                                           |
| 31-8-2017                                                                 | Wuhan                                                                     | Cina                                                                      | 1 – 0                                                                     | Uzbekistan                                                                | Qual. Mondiali 2018                                                       | -                                                                         |                                                                           |
| 5-9-2017                                                                  | Tashkent                                                                  | Uzbekistan                                                                | 0 – 0                                                                     | Corea del Sud                                                             | Qual. Mondiali 2018                                                       | -                                                                         | 86’                                                                       |
| 23-3-2018                                                                 | Kota Bharu                                                                | Senegal                                                                   | 1 – 1                                                                     | Uzbekistan                                                                | Amichevole                                                                | -                                                                         | 85’                                                                       |
| 27-3-2018                                                                 | Casablanca                                                                | Marocco                                                                   | 2 – 0                                                                     | Uzbekistan                                                                | Amichevole                                                                | -                                                                         | 83’                                                                       |
| 6-9-2018                                                                  | Tashkent                                                                  | Uzbekistan                                                                | 1 – 1                                                                     | Siria                                                                     | Amichevole                                                                | -                                                                         | 76’                                                                       |
| 11-9-2018                                                                 | Tashkent                                                                  | Uzbekistan                                                                | 0 – 1                                                                     | Iran                                                                      | Amichevole                                                                | -                                                                         | 46’                                                                       |
| 13-10-2018                                                                | Tashkent                                                                  | Uzbekistan                                                                | 2 – 0                                                                     | Corea del Nord                                                            | Amichevole                                                                | -                                                                         | 66’                                                                       |
| 16-10-2018                                                                | Tashkent                                                                  | Uzbekistan                                                                | 2 – 0                                                                     | Qatar                                                                     | Amichevole                                                                | -                                                                         | 77’                                                                       |
| 20-11-2018                                                                | Brisbane                                                                  | Uzbekistan                                                                | 0 – 4                                                                     | Corea del Sud                                                             | Amichevole                                                                | -                                                                         |                                                                           |
| 9-1-2019                                                                  | Sharjah                                                                   | Uzbekistan                                                                | 2 – 1                                                                     | Oman                                                                      | Coppa d'Asia 2019 - 1º turno                                              | 1                                                                         | 83’                                                                       |
| 13-1-2019                                                                 | Dubai                                                                     | Turkmenistan                                                              | 0 – 4                                                                     | Uzbekistan                                                                | Coppa d'Asia 2019 - 1º turno                                              | 2                                                                         |                                                                           |
| 17-1-2019                                                                 | al-'Ayn                                                                   | Giappone                                                                  | 2 – 1                                                                     | Uzbekistan                                                                | Coppa d'Asia 2019 - 1º turno                                              | 1                                                                         | 70’                                                                       |
| 21-1-2019                                                                 | al-'Ayn                                                                   | Australia                                                                 | 0 – 0 dts (4 – 2 dtr)                                                     | Uzbekistan                                                                | Coppa d'Asia 2019 - Ottavi di finale                                      | -                                                                         | 104’                                                                      |
| 22-3-2019                                                                 | Nanning                                                                   | Uruguay                                                                   | 3 – 0                                                                     | Uzbekistan                                                                | Amichevole                                                                | -                                                                         | 65’                                                                       |
| 25-3-2019                                                                 | Nanning                                                                   | Cina                                                                      | 0 – 1                                                                     | Uzbekistan                                                                | Amichevole                                                                | 1                                                                         | 72’                                                                       |
| 2-6-2019                                                                  | Alanya                                                                    | Turchia                                                                   | 2 – 0                                                                     | Uzbekistan                                                                | Amichevole                                                                | -                                                                         | 71’                                                                       |
| 11-6-2019                                                                 | Tashkent                                                                  | Uzbekistan                                                                | 2 – 0                                                                     | Siria                                                                     | Amichevole                                                                | 2                                                                         | 79’                                                                       |
| 5-9-2019                                                                  | Al-Ram                                                                    | Palestina                                                                 | 2 – 0                                                                     | Uzbekistan                                                                | Qual. Mondiali 2022                                                       | -                                                                         |                                                                           |
| 9-9-2019                                                                  | Amman                                                                     | Iraq                                                                      | 0 – 0                                                                     | Uzbekistan                                                                | Amichevole                                                                | -                                                                         | 57’                                                                       |
| 10-10-2019                                                                | Tashkent                                                                  | Uzbekistan                                                                | 5 – 0                                                                     | Yemen                                                                     | Qual. Mondiali 2022                                                       | 1                                                                         | 79’                                                                       |
| 15-10-2019                                                                | Kallang                                                                   | Singapore                                                                 | 1 – 3                                                                     | Uzbekistan                                                                | Qual. Mondiali 2022                                                       | 2                                                                         |                                                                           |
| 14-11-2019                                                                | Tashkent                                                                  | Uzbekistan                                                                | 2 – 3                                                                     | Arabia Saudita                                                            | Qual. Mondiali 2022                                                       | 1                                                                         |                                                                           |
| 19-11-2019                                                                | Tashkent                                                                  | Uzbekistan                                                                | 2 – 0                                                                     | Palestina                                                                 | Qual. Mondiali 2022                                                       | 2                                                                         | 78’                                                                       |
| 8-10-2020                                                                 | Tashkent                                                                  | Uzbekistan                                                                | 1 – 2                                                                     | Iran                                                                      | Amichevole                                                                | 1                                                                         | 77’                                                                       |
| 29-3-2021                                                                 | Tashkent                                                                  | Uzbekistan                                                                | 0 – 1                                                                     | Siria                                                                     | Amichevole                                                                | -                                                                         |                                                                           |
| 7-6-2021                                                                  | Riyad                                                                     | Uzbekistan                                                                | 5 – 0                                                                     | Singapore                                                                 | Qual. Mondiali 2022                                                       | 1                                                                         |                                                                           |
| 11-6-2021                                                                 | Riyad                                                                     | Yemen                                                                     | 0 – 1                                                                     | Uzbekistan                                                                | Qual. Mondiali 2022                                                       | -                                                                         | 77’ 90+1’                                                                 |
| 15-6-2021                                                                 | Riyad                                                                     | Arabia Saudita                                                            | 3 – 0                                                                     | Uzbekistan                                                                | Qual. Mondiali 2022                                                       | -                                                                         |                                                                           |
| 5-9-2021                                                                  | Solna                                                                     | Svezia                                                                    | 2 – 1                                                                     | Uzbekistan                                                                | Amichevole                                                                | 1                                                                         | cap. 76’                                                                  |
| 9-10-2021                                                                 | Amman                                                                     | Uzbekistan                                                                | 5 – 1                                                                     | Malaysia                                                                  | Amichevole                                                                | -                                                                         | 62’                                                                       |
| 12-10-2021                                                                | Amman                                                                     | Giordania                                                                 | 3 – 0                                                                     | Uzbekistan                                                                | Amichevole                                                                | -                                                                         | cap. 74’                                                                  |
| 15-11-2021                                                                | Gori                                                                      | Georgia                                                                   | 1 – 0                                                                     | Uzbekistan                                                                | Amichevole                                                                | -                                                                         | cap. 79’                                                                  |
| 27-1-2022                                                                 | Dubai                                                                     | Uzbekistan                                                                | 3 – 2                                                                     | Sudan del Sud                                                             | Amichevole                                                                | 2                                                                         | cap. 72’                                                                  |
| 25-3-2022                                                                 | Namangan                                                                  | Uzbekistan                                                                | 3 – 1                                                                     | Kirghizistan                                                              | Amichevole                                                                | 1                                                                         | cap.                                                                      |
| 29-3-2022                                                                 | Namangan                                                                  | Uzbekistan                                                                | 4 – 2                                                                     | Uganda                                                                    | Amichevole                                                                | 3                                                                         | cap. 79’                                                                  |
| 8-6-2022                                                                  | Namangan                                                                  | Uzbekistan                                                                | 3 – 0                                                                     | Sri Lanka                                                                 | Qual. Coppa d'Asia 2023                                                   | -                                                                         |                                                                           |
| 11-6-2022                                                                 | Namangan                                                                  | Uzbekistan                                                                | 4 – 0                                                                     | Maldive                                                                   | Qual. Coppa d'Asia 2023                                                   | 3                                                                         | cap. 83’                                                                  |
| 14-6-2022                                                                 | Namangan                                                                  | Uzbekistan                                                                | 2 – 0                                                                     | Thailandia                                                                | Qual. Coppa d'Asia 2023                                                   | -                                                                         | cap. 82’                                                                  |
| 23-9-2022                                                                 | Goyang                                                                    | Camerun                                                                   | 0 – 2                                                                     | Uzbekistan                                                                | Amichevole                                                                | -                                                                         | cap. 87’                                                                  |
| 27-9-2022                                                                 | Suwon                                                                     | Uzbekistan                                                                | 1 – 2                                                                     | Costa Rica                                                                | Amichevole                                                                | 1                                                                         | cap. 72’                                                                  |
| 16-11-2022                                                                | Tashkent                                                                  | Uzbekistan                                                                | 2 – 0                                                                     | Kazakistan                                                                | Amichevole                                                                | 1                                                                         | cap. 83’                                                                  |
| 20-11-2022                                                                | Tashkent                                                                  | Uzbekistan                                                                | 0 – 0                                                                     | Russia                                                                    | Amichevole                                                                | -                                                                         | cap. 51’                                                                  |
| 24-3-2023                                                                 | Gedda                                                                     | Uzbekistan                                                                | 1 – 0                                                                     | Bolivia                                                                   | Amichevole                                                                | 1                                                                         | cap. 90’                                                                  |
| 28-3-2023                                                                 | Gedda                                                                     | Uzbekistan                                                                | 1 – 1                                                                     | Venezuela                                                                 | Amichevole                                                                | -                                                                         | cap. 58’                                                                  |
| 14-6-2023                                                                 | Tashkent                                                                  | Turkmenistan                                                              | 0 – 2                                                                     | Uzbekistan                                                                | CAFA Nations Cup 2023 - 1º turno                                          | 2                                                                         | cap.                                                                      |
| 17-6-2023                                                                 | Tashkent                                                                  | Uzbekistan                                                                | 5 – 1                                                                     | Tagikistan                                                                | CAFA Nations Cup 2023 - 1º turno                                          | 1                                                                         | 46’                                                                       |
| 20-6-2023                                                                 | Tashkent                                                                  | Uzbekistan                                                                | 0 – 1                                                                     | Iran                                                                      | CAFA Nations Cup 2023 - Finale                                            | -                                                                         | cap.                                                                      |
| 9-9-2023                                                                  | St. Louis                                                                 | Stati Uniti                                                               | 3 – 0                                                                     | Uzbekistan                                                                | Amichevole                                                                | -                                                                         | cap. 82’                                                                  |
| 16-11-2023                                                                | Ašgabat                                                                   | Turkmenistan                                                              | 1 – 3                                                                     | Uzbekistan                                                                | Qual. Mondiali 2026                                                       | 1                                                                         | cap. 90+3’                                                                |
| 21-11-2023                                                                | Tashkent                                                                  | Uzbekistan                                                                | 2 – 2                                                                     | Iran                                                                      | Qual. Mondiali 2026                                                       | -                                                                         | cap.                                                                      |
| 21-3-2024                                                                 | Hong Kong                                                                 | Hong Kong                                                                 | 0 – 2                                                                     | Uzbekistan                                                                | Qual. Mondiali 2026                                                       | 1                                                                         | cap. 90’                                                                  |
| 26-3-2024                                                                 | Tashkent                                                                  | Uzbekistan                                                                | 3 – 0                                                                     | Hong Kong                                                                 | Qual. Mondiali 2026                                                       | 1                                                                         | cap. 46’                                                                  |
| 6-6-2024                                                                  | Tashkent                                                                  | Uzbekistan                                                                | 3 – 1                                                                     | Turkmenistan                                                              | Qual. Mondiali 2026                                                       | -                                                                         | cap.                                                                      |
| 11-6-2024                                                                 | Teheran                                                                   | Iran                                                                      | 0 – 0                                                                     | Uzbekistan                                                                | Qual. Mondiali 2026                                                       | -                                                                         | cap. 57’                                                                  |
| 5-9-2024                                                                  | Tashkent                                                                  | Uzbekistan                                                                | 1 – 0                                                                     | Corea del Nord                                                            | Qual. Mondiali 2026                                                       | -                                                                         | cap. 87’                                                                  |
| 10-9-2024                                                                 | Biškek                                                                    | Kirghizistan                                                              | 2 – 3                                                                     | Uzbekistan                                                                | Qual. Mondiali 2026                                                       | 1                                                                         | cap.                                                                      |
| 10-10-2024                                                                | Tashkent                                                                  | Uzbekistan                                                                | 0 – 0                                                                     | Iran                                                                      | Qual. Mondiali 2026                                                       | -                                                                         | cap.                                                                      |
| 15-10-2024                                                                | Tashkent                                                                  | Uzbekistan                                                                | 1 – 0                                                                     | Emirati Arabi Uniti                                                       | Qual. Mondiali 2026                                                       | -                                                                         | cap.                                                                      |
| 14-11-2024                                                                | Al Rayyan                                                                 | Qatar                                                                     | 3 – 2                                                                     | Uzbekistan                                                                | Qual. Mondiali 2026                                                       | -                                                                         | cap. 21’                                                                  |
| 20-3-2025                                                                 | Tashkent                                                                  | Uzbekistan                                                                | 1 – 0                                                                     | Kirghizistan                                                              | Qual. Mondiali 2026                                                       | -                                                                         | cap.                                                                      |
| 25-3-2025                                                                 | Teheran                                                                   | Iran                                                                      | 2 – 2                                                                     | Uzbekistan                                                                | Qual. Mondiali 2026                                                       | -                                                                         | cap.                                                                      |
| 5-6-2025                                                                  | Abu Dhabi                                                                 | Emirati Arabi Uniti                                                       | 0 – 0                                                                     | Uzbekistan                                                                | Qual. Mondiali 2026                                                       | -                                                                         | cap.                                                                      |
| 10-6-2025                                                                 | Tashkent                                                                  | Uzbekistan                                                                | 3 – 0                                                                     | Qatar                                                                     | Qual. Mondiali 2026                                                       | 1                                                                         | cap. 90+1’                                                                |
| Totale                                                                    |                                                                           | Presenze (8º posto)                                                       | 82                                                                        |                                                                           | Reti (1º posto)                                                           | 42                                                                        |                                                                           |

| Cronologia completa delle presenze e delle reti in nazionale ― Uzbekistan olimpica | Cronologia completa delle presenze e delle reti in nazionale ― Uzbekistan olimpica | Cronologia completa delle presenze e delle reti in nazionale ― Uzbekistan olimpica | Cronologia completa delle presenze e delle reti in nazionale ― Uzbekistan olimpica | Cronologia completa delle presenze e delle reti in nazionale ― Uzbekistan olimpica | Cronologia completa delle presenze e delle reti in nazionale ― Uzbekistan olimpica | Cronologia completa delle presenze e delle reti in nazionale ― Uzbekistan olimpica | Cronologia completa delle presenze e delle reti in nazionale ― Uzbekistan olimpica |
| Data                                                                               | Città                                                                              | In casa                                                                            | Risultato                                                                          | Ospiti                                                                             | Competizione                                                                       | Reti                                                                               | Note                                                                               |
| ---------------------------------------------------------------------------------- | ---------------------------------------------------------------------------------- | ---------------------------------------------------------------------------------- | ---------------------------------------------------------------------------------- | ---------------------------------------------------------------------------------- | ---------------------------------------------------------------------------------- | ---------------------------------------------------------------------------------- | ---------------------------------------------------------------------------------- |
| 24-7-2024                                                                          | Parigi                                                                             | Uzbekistan olimpica                                                                | 1 – 2                                                                              | Spagna olimpica                                                                    | Olimpiadi 2024 - 1º turno                                                          | 1                                                                                  | cap. 79’                                                                           |
| 27-7-2024                                                                          | Nantes                                                                             | Uzbekistan olimpica                                                                | 0 – 1                                                                              | Egitto olimpica                                                                    | Olimpiadi 2024 - 1º turno                                                          | -                                                                                  | cap. 84’                                                                           |
| 30-7-2024                                                                          | Parigi                                                                             | Rep. Dominicana olimpica                                                           | 1 – 1                                                                              | Uzbekistan olimpica                                                                | Olimpiadi 2024 - 1º turno                                                          | -                                                                                  | 58’                                                                                |
| Totale                                                                             |                                                                                    | Presenze                                                                           | 3                                                                                  |                                                                                    | Reti                                                                               | 1                                                                                  |                                                                                    |

| Cronologia completa delle presenze e delle reti in nazionale ― Uzbekistan under 23 | Cronologia completa delle presenze e delle reti in nazionale ― Uzbekistan under 23 | Cronologia completa delle presenze e delle reti in nazionale ― Uzbekistan under 23 | Cronologia completa delle presenze e delle reti in nazionale ― Uzbekistan under 23 | Cronologia completa delle presenze e delle reti in nazionale ― Uzbekistan under 23 | Cronologia completa delle presenze e delle reti in nazionale ― Uzbekistan under 23 | Cronologia completa delle presenze e delle reti in nazionale ― Uzbekistan under 23 | Cronologia completa delle presenze e delle reti in nazionale ― Uzbekistan under 23 |
| Data                                                                               | Città                                                                              | In casa                                                                            | Risultato                                                                          | Ospiti                                                                             | Competizione                                                                       | Reti                                                                               | Note                                                                               |
| ---------------------------------------------------------------------------------- | ---------------------------------------------------------------------------------- | ---------------------------------------------------------------------------------- | ---------------------------------------------------------------------------------- | ---------------------------------------------------------------------------------- | ---------------------------------------------------------------------------------- | ---------------------------------------------------------------------------------- | ---------------------------------------------------------------------------------- |
| 13-1-2016                                                                          | Doha                                                                               | Corea del Sud under 23                                                             | 2 – 1                                                                              | Uzbekistan under 23                                                                | Amichevole                                                                         | -                                                                                  | 68’                                                                                |
| 16-1-2016                                                                          | Doha                                                                               | Uzbekistan under 23                                                                | 2 – 3                                                                              | Iraq under 23                                                                      | Amichevole                                                                         | -                                                                                  |                                                                                    |
| 19-1-2016                                                                          | Doha                                                                               | Uzbekistan under 23                                                                | 3 – 1                                                                              | Yemen under 23                                                                     | Amichevole                                                                         | -                                                                                  | 78’                                                                                |
| Totale                                                                             |                                                                                    | Presenze                                                                           | 3                                                                                  |                                                                                    | Reti                                                                               | 0                                                                                  |                                                                                    |

| Cronologia completa delle presenze e delle reti in nazionale ― Uzbekistan under 20 | Cronologia completa delle presenze e delle reti in nazionale ― Uzbekistan under 20 | Cronologia completa delle presenze e delle reti in nazionale ― Uzbekistan under 20 | Cronologia completa delle presenze e delle reti in nazionale ― Uzbekistan under 20 | Cronologia completa delle presenze e delle reti in nazionale ― Uzbekistan under 20 | Cronologia completa delle presenze e delle reti in nazionale ― Uzbekistan under 20 | Cronologia completa delle presenze e delle reti in nazionale ― Uzbekistan under 20 | Cronologia completa delle presenze e delle reti in nazionale ― Uzbekistan under 20 |
| Data                                                                               | Città                                                                              | In casa                                                                            | Risultato                                                                          | Ospiti                                                                             | Competizione                                                                       | Reti                                                                               | Note                                                                               |
| ---------------------------------------------------------------------------------- | ---------------------------------------------------------------------------------- | ---------------------------------------------------------------------------------- | ---------------------------------------------------------------------------------- | ---------------------------------------------------------------------------------- | ---------------------------------------------------------------------------------- | ---------------------------------------------------------------------------------- | ---------------------------------------------------------------------------------- |
| 27-3-2015                                                                          | Coimbra                                                                            | Portogallo under 20                                                                | 2 – 0                                                                              | Uzbekistan under 20                                                                | Amichevole                                                                         | -                                                                                  | 64’                                                                                |
| 1-6-2015                                                                           | Christchurch                                                                       | Uzbekistan under 20                                                                | 3 – 4                                                                              | Honduras under 20                                                                  | Mondiali Under-20 2015 - 1º turno                                                  | 1                                                                                  |                                                                                    |
| 4-6-2015                                                                           | Christchurch                                                                       | Germania under 20                                                                  | 3 – 0                                                                              | Uzbekistan under 20                                                                | Mondiali Under-20 2015 - 1º turno                                                  | -                                                                                  |                                                                                    |
| 7-6-2015                                                                           | Whangarei                                                                          | Figi under 20                                                                      | 0 – 3                                                                              | Uzbekistan under 20                                                                | Mondiali Under-20 2015 - 1º turno                                                  | 1                                                                                  | 84’                                                                                |
| 11-6-2015                                                                          | Whangarei                                                                          | Australia under 20                                                                 | 0 – 2                                                                              | Uzbekistan under 20                                                                | Mondiali Under-20 2015 - Ottavi di finale                                          | -                                                                                  | 69’                                                                                |
| 14-6-2015                                                                          | Wellington                                                                         | Uzbekistan under 20                                                                | 0 – 1                                                                              | Senegal under 20                                                                   | Mondiali Under-20 2015 - Quarti di finale                                          | -                                                                                  |                                                                                    |
| Totale                                                                             |                                                                                    | Presenze                                                                           | 6                                                                                  |                                                                                    | Reti                                                                               | 2                                                                                  |                                                                                    |

## Palmarès

### Club

#### Competizioni nazionali
- UzPFL Cup: 1

Mashʼal: 2014

#### Competizioni internazionali
- UEFA Conference League: 1

Roma: 2021-2022

### Individuale
- Calciatore uzbeko dell'anno: 2

2019, 2021